# Ямпольский, Борис Самойлович
Бори́с Само́йлович Ямпо́льский (8 (21) августа 1912, Белая Церковь — 28 января 1972, Москва) — советский писатель, журналист.

## Биография
С 15 лет работал журналистом в газетах Баку (1927—1931), Новокузнецка (1931—1937), Москвы (с 1937). Член ВКП(б) с 1936 года. В 1941 году окончил Литературный институт. Во время войны — специальный корреспондент «Красной звезды», затем «Известий». С 1957 года жил в ЖСК «Московский Писатель» возле метро «Аэропорт».
По воспоминаниям Владимира Лакшина, Ямпольский жил уединённо, мало кому доверял и все свои рукописи спрятал, так что после его смерти бо́льшую их часть не смогли найти.
Посмертно в журнале «Континент» были опубликованы очерки о Юрии Олеше и Василии Гроссмане, и только в 1988 году было опубликовано его главное произведение, роман «Арбат, режимная улица» (журнальное название «Московская улица») о пронизанной страхом жизни Арбата начала 1950-х годов. «Он принадлежит к числу произведений, обогативших русскую литературу в результате перестройки». Главный герой романа назван К., как в «Процессе» Кафки.
Похоронен на Востряковском кладбище.

## Сочинения
- Зелёная шинель, 1941
- Чужеземец, 1942
- Ярмарка, 1942
- Дорога испытаний, 1955
- Рассказы о зверях и птицах // «Литературная Москва», 1956, сб. 2-й
- Мальчик с Голубиной улицы // «Советский писатель Москва», 1959
- Знакомый город , 1961 (Повесть о работе Бориса Ямпольского на Кузнецкстрое)
- Волшебный фонарь, 1967
- Карусель // «Знамя», 1966, № 12
- «Да здравствует мир без меня» // «Континент», № 6, 1976
- Последняя встреча с Василием Гроссманом // «Континент», 1976, № 8
- Большая эпоха // «Время и мы», 1977, № 13
- Московская улица // «Знамя», 1988, № 2-3